# Christuskirche (Meinhardswinden)
Die Christuskirche ist eine nach Jesus Christus benannte evangelisch-lutherische Kirche in Meinhardswinden (Dekanat Ansbach).

## Kirchengemeinde
Meinhardswinden war von Anbeginn nach St. Johannis (Ansbach) gepfarrt. Bereits in den 1930er Jahren entstand eine Siedlung, die nach dem Zweiten Weltkrieg durch den Zuzug von Heimatvertriebenen noch einmal stark erweitert wurde. Seit 1952 wurde in einer alten Steinbaracke an der Waldstraße vierzehntäglich ein Sonntagsgottesdienst abgehalten. 1953 wurde schließlich ein Betsaal errichtet, der 25. Oktober desselben Jahres eingeweiht wurde. 1961 wurde Meinhardswinden mit Bernhardswinden, Deßmannsdorf, Kurzendorf und Louismühle von St. Johannis losgelöst und zur eigenständigen Pfarrei erhoben.

## Kirchengebäude
Der ursprüngliche Betsaal unterscheidet sich rein äußerlich nicht von einem normalen Wohnhaus. Er hat einen rechteckigen Grundriss und schließt mit einem Walmdach ab. An der Südseite hat er zwei Walmgauben. An der Westseite hat er einen Anbau mit Walmdach und aufgepflanztem Glockentürmchen mit oktogonalem Spitzdach. Der einschiffige Saal schließt innen mit dem holzverkleideten Walmdach ab. An der Nordseite steht der Altar, darüber ist ein Holzkruzifix angebracht, links davon steht die Kirchenorgel, rechts davon der Ambo.
1961 wurde nordwestlich des Saalbaus ein freistehender Glockenturm errichtet. Er hat einen quadratischen Grundriss, vier Geschosse und ein Pyramidendach mit abschließendem Kruzifix. Das Glockengeschoss hat zu allen Seiten rechteckige Schallöffnungen. 1996 wurde westlich des Anbaus das Gemeindezentrum errichtet. Seitdem verbindet der Anbau den Saal mit dem Gemeindezentrum.

## Pfarrer
- 1960–1968 Hermann Herbst
- 1968–1982 Klaus Morath
- 1982–???? Eberhard Spingler
- 2006–0000 Norbert Küfeldt